# Hessdalen

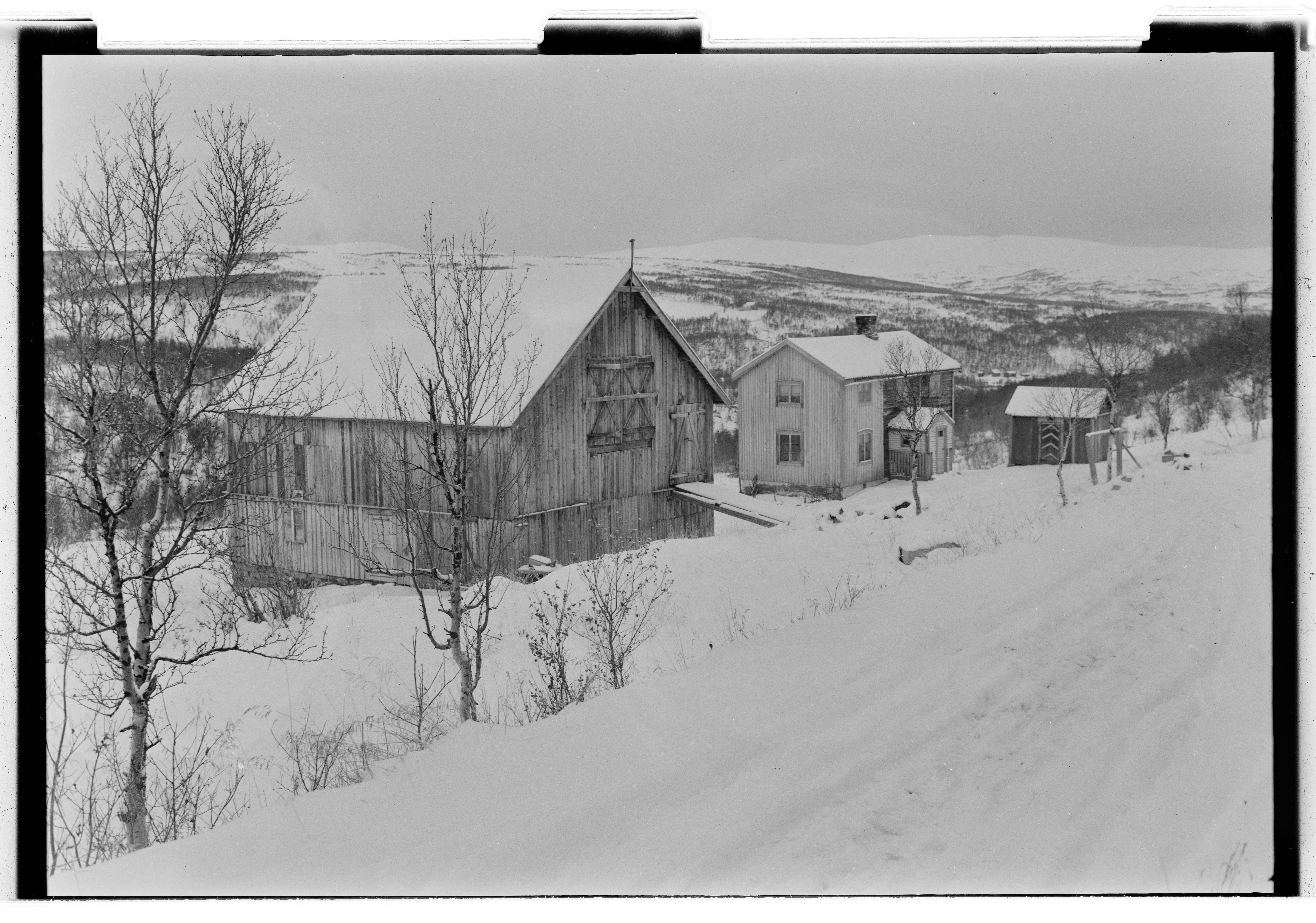
Hessdalen (1953)

Hessdalen est une longue vallée de Norvège de 15 km, localisée approximativement à 120 kilomètres au sud de la ville de Trondheim et à 35 km au nord de la ville minière de Røros. C'est une partie de la commune de Holtålen dans le comté de Sør-Trøndelag.
Hessdalen est connue pour les phénomènes lumineux aériens qui y sont régulièrement observés. Une station de surveillance a d'ailleurs été installée dans la montagne.

## Origine du nom
Le premier élément est le nom de la rivière Hesja  - le dernier élément provient du suffixe dal qui signifie  "combe" ou "vallée".